# Casa de Oliveira Costa
A Casa de Oliveira Costa é uma construção do século XIX localizada na cidade de Taubaté, no estado de São Paulo.

## Tombamento
A edificação foi tombada pelo Conselho de Defesa do Patrimônio Histórico - Condephaat por meio da resolução de 30/06/1977.

## Histórico
A residência foi construída em 1854 para o fazendeiro Manoel José Siqueira de Mattos, enriquecido por causa do café. De acordo com os registros, a casa foi adquirida por Pedro Luiz de Oliveira Costa em 1923.

## Arquitetura
Localizado na antiga rua direita da cidade, é um edifício construído em estilo colonial urbano de porte médio e térreo, construído em lote de esquina, no alinhamento, com paredes em taipa de pilão e em pau a pique. O telhado, coberto de telhas do tipo capa e canal, apresenta um beiral arrematado por cimalha e forro em madeira.
Algumas paredes internas foram substituídas por outras em alvenaria de tijolos. O piso das salas e quartos é feito em tábuas largas, enquanto nos demais cômodos é feito em ladrilho hidráulico. Acima da porta de entrada acha-se inscrita a data da sua construção.